# Mike Stamm
Mike Stamm, właśc. Michael Eugene Stamm  (ur. 6 sierpnia 1952 w San Pedro w Los Angeles) – amerykański pływak. Trzykrotny medalista olimpijski z Monachium.
Specjalizował się w stylu grzbietowym. Igrzyska w 1972 były jego jedyną olimpiadą. Sięgnął po złoto w sztafecie w stylu zmiennym, indywidualnie był drugi na dystansie 100 i 200 metrów grzbietem, lepszy od niego okazał się Roland Matthes. Rok później, na pierwszych mistrzostwach świata był drugi na 100 metrów grzbietem i ponownie pierwszy w sztafecie. Był rekordzistą globu i Stanów Zjednoczonych.